# Tycho Brahe
 Poslechnout si článek · info
Tycho Brahe (14. prosince 1546, zámek Knudstrup, Dánsko (dnes jižní Švédsko) – 24. října 1601, Praha), původním jménem Tyge Ottesen Brahe [ˈtsʰyːjə ˈʌtəsn̩ ˈpʁɑːə]IPA (někdy uváděný chybně jako „Tycho de Brahe“), byl význačný dánský astronom, astrolog a alchymista. Byl považován za nejlepšího a nejpřesnějšího pozorovatele hvězdné oblohy, jenž byl překonán až šedesát let po vynalezení dalekohledu. Je po něm pojmenován jeden z nejvýraznějších kráterů na Měsíci (Tycho).

## Život
Byl potomkem starého šlechtického rodu. Studoval filozofii a rétoriku v Kodani (1559–1562), poté práva v Lipsku. V roce 1565 zdědil značné jmění a začal se věnovat svým koníčkům – alchymii, ale především astronomii. Později pokračoval ještě ve studiu chemie v Augsburgu. Roku 1571 se po smrti otce vrátil do Dánska a získal vlastní observatoř. 11. listopadu 1572 pozoroval (a popsal ve spise O nové hvězdě) výbuch supernovy SN 1572 v souhvězdí Kasiopeja. Poté cestoval nějaký čas po Evropě. Velkorysá nabídka dánského krále Frederika II., který mu nechal postavit laboratoře a observatoře Uranienborg a Stjerneborg na ostrově Hven, jej přiměla k návratu. Na králem darované ostrovní observatoři pracoval přes dvacet let. Za zásluhy byl vyznamenán nejvyšším dánským královským vyznamenáním, Řádem slona, bývá s ním portrétován. V roce 1597 se Brahe nepohodl s novým králem (Kristián IV.), nějaký čas cestoval po Evropě a v roce 1599 byl Rudolfem II. na radu Tadeáše Hájka z Hájku pozván do Prahy, kde působil jako císařský astronom u dvora (nejprve v zámku v nedalekých Benátkách).

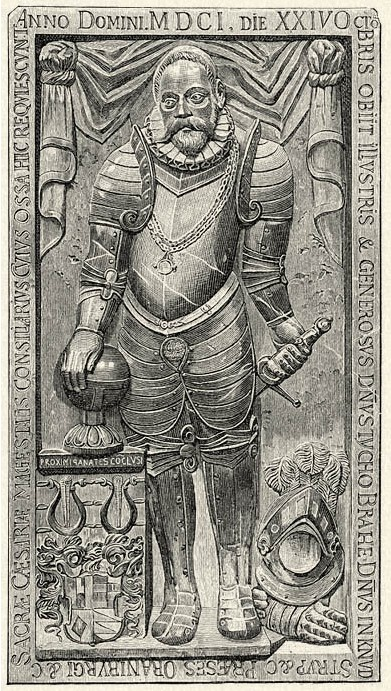
Překreslený Braheho náhrobek v Týnském chrámu. Legenda na náhrobku zní ANNO DOMINI MDCI DIE XXIV OCTOBRIS OBIIT ILLVSTRIS & GENEROSVS D(OMI)NVS TYCHO BRAHE D(OMI)NVS IN KNVDSTRVP &C PRÆSES ORANIBVRGI &C SACRÆ CÆSARIÆ MAGESTATIS CONSILIARIVS CVIVS OSSA HIC REQVIESCVNT (Léta Páně 1601 dne 24. října zemřel jasný a štědrý pán Tycho Brahe, pán z Knudstrupu atd., správce uranienborský atd., rádce svatého císařského majestátu. Jeho kosti zde odpočívají.)

## Smrt
Podle pověsti zemřel Brahe na protržení močového měchýře při pozorování zatmění Slunce nebo kvůli tomu, že ze společenských důvodů nemohl vstát od hostiny dříve než císař.
Podle historických pramenů se ve skutečnosti roznemohl na (či po) hostině u Petra Voka z Rožmberka, kde bujaře popíjel. Když se vrátil domů, nebyl schopen močit a trpěl silnými bolestmi. Někteří vědci se na základě dobových popisů příznaků domnívají, že ho postihla akutní urémie, která bývá zpravidla důsledkem selhání ledvin. Zemřel po necelých dvou týdnech – 24. října 1601. Pohřben byl na pražském Starém Městě v kostele Panny Marie před Týnem u Staroměstského náměstí. V roce 1901 byly jeho ostatky vyzvednuty, prozkoumány a uloženy do nové cínové rakve na stejném místě.
Vědci v roce 1901 tehdy odebrali vzorky jeho vlasů a vousů. Část tohoto vzorku poté získali Dánové v roce 1991. Dvojí zkoumání zjistilo ve vousech i vlasech nebývale velké koncentrace rtuti. Tak velké množství, že závěr byl nasnadě: právě otrava rtutí zjevně způsobila selhání ledvin a způsobila smrt. První zkoumání provedl profesor Bent Kempe z Ústavu soudní chemie Kodaňské univerzity, druhé Jan Pallon ze švédské Univerzity v Lundu. Oba vědci užili jiné metody a zkoumali jiné vzorky, a i výsledky se tedy liší v řadě detailů: podle Kempeho se jedovatá rtuť dostala do jeho těla přibližně 11 až 12 dní před smrtí, Pallon vyčetl ze svých analýz, že silnou dávku jedu dostal asi 13 hodin před smrtí (což někteří interpretují tak, že byl otráven nadvakrát).

### Spekulace o okolnostech smrti
Profesor Kempe ve své studii vyslovuje domněnku, že se Brahe otrávil sám, používal totiž svůj léčivý lektvar, který rtuť obsahoval. Pallon konstatuje, že mohl být také zavražděn. O tom, kdo by mohl být jeho vrah, se objevila řada spekulací, žádná z nich však nepřináší důkazy. Josua a Anne-Lee Gilderovi v knize Nebeská intrika (Heavenly intrique) z jeho vraždy obviňují Keplera, který se dle nich toužil dostat k Braheho astronomickým záznamům.
S jinou teorií přišel dánský historik Peter Andersen, podle kterého byl Tycho Brahe otráven svým vzdáleným příbuzným švédským šlechticem jménem Erik Brahe, a to na pokyn dánského krále Kristiána IV.

### Nové zkoumání Braheho ostatků
V lednu roku 2009 požádalo Dánsko o opětovnou exhumaci. Cílem mělo být zjištění, zda smrt nezpůsobila otrava chloridem rtuťnatým. Dánský vědecký tým přijel do Prahy 15. listopadu 2010 a začal zkoumat ostatky.
Archeologové Braheho ostatky uložené v cínové rakvi vyzvedli 15. listopadu. Uvnitř byly části dlouhých kostí, žeber i část lebky. Zachovaly se i zuby v horní čelisti. Dne 17. listopadu 2010 pak radiologové pražské Nemocnice Na Homolce kostru zkoumali pomocí počítačové tomografie (CT).
O dva roky později byla vydána zpráva, že Brahe zemřel v Praze přirozenou smrtí, nikoli otravou.
Podle vědeckých závěrů nebyly v jeho ostatcích nalezeny stopy po rtuti v takovém množství, které by mohlo způsobit jeho smrt.

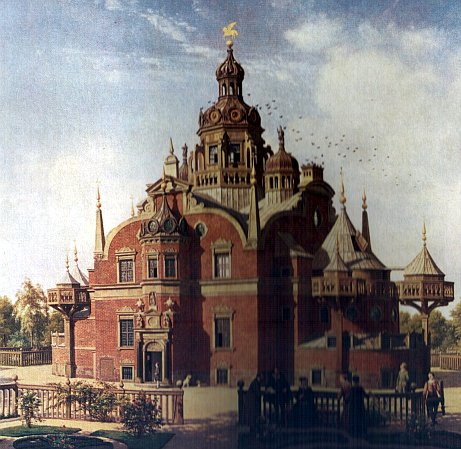
Uranienborg

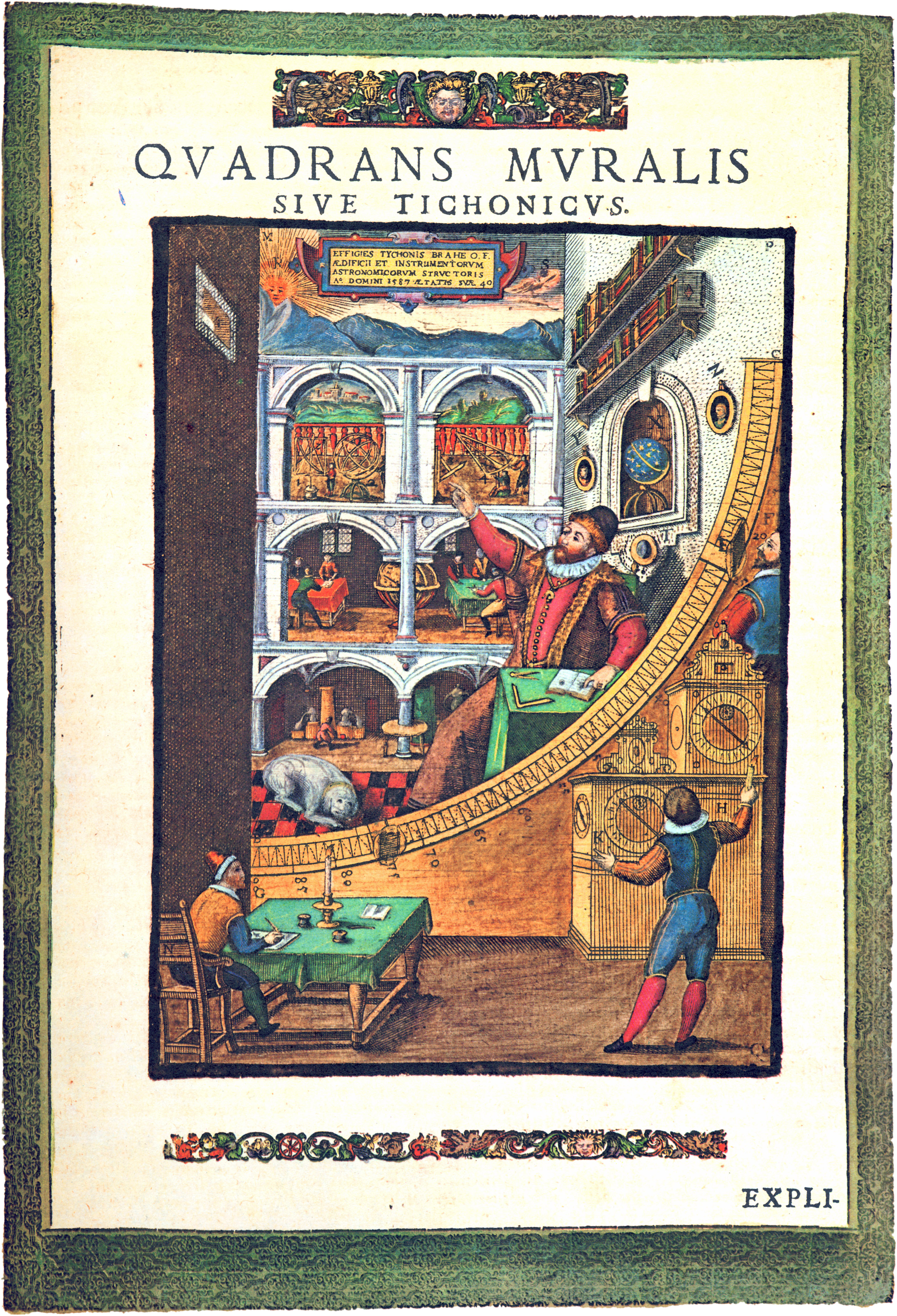
Zední kvadrant (Tycho Brahe 1598)

## Výzkum
Tycho Brahe vytvořil originální kosmologickou teorii: Země je sice středem vesmíru, ale obíhá kolem ní jen Slunce a Měsíc. Ostatní planety obíhají kolem Slunce. Vytvořil tak jeden z kompromisních modelů mezi geocentrickou teorií Ptolemaia a teorií heliocentrickou Mikuláše Koperníka.
Přesným měřením paralaxy dokázal, že komety se nacházejí vně měsíční dráhy. Na základě Brahových pozorování (především poloh Marsu) mohl o několik let později Johannes Kepler formulovat své slavné zákony oběhu planet. Předtím se ale střetl s Tychovými dědici a naměřená data získal až po zákroku císaře.
Na Brahovu počest byl pojmenován měsíční kráter Tycho.
Ve své astrologické praxi prosazoval myšlenku, že postavení nebeských těles pozemské události ovlivňuje, nikoliv předurčuje. Sepsal dva astrologické traktáty (jeden o vlastním systému výpočtu astrologických domů). Tato díla se nedochovala.

## Rodina
Oženil se s Kirsten Barbarou Jørgensdatterovou (1549–1604 Praha), která nebyla urozeného původu. V Dánsku byla v té době morganatická manželství tolerována s tím, že potomci neměli mít nárok na šlechtický titul. Z manželství se narodilo deset dětí, z nichž osm se dožilo adolescence: syn Otte (* 1571 †), dcery Kirsten (* 1573–1576), Magdaléna (* 1574–1614), syn Claudius (* 1577 †), Elizabeth (asi 1577-1613), dcery Sophie (* 1578–1642), Sidsel (*1579–1614), Cecily (1580–1640), syn Tyge/Tycho Thycosen (1581–1627), který se oženil s Markytou z Vitzthumu a poslední syn Jörgen Thycosen (1583–1640).

## Památky
Tychona Brahe v Praze připomínají různé památky:
- Hrob a mramorový náhrobní kámen s reliéfní figurou – Týnský chrám, presbyterium
- Pomník Jana Keplera a Tychona Brahe v Praze před Gymnáziem Jana Keplera na Pohořelci
- Bronzová pamětní deska a zbytky zdiva domu, kde bydlel, ve dvoře Gymnázia Jana Keplera na Pohořelci
- Portrét, s dánským Řádem slona na řetěze, olejomalba na dřevě
- Portrét s rodovými erby, kolorovaná mědirytina, Jacob de Gheyn (frontispice z jeho knihy)
- Tychonova ulice v Praze 6
- Pamětní deska na domě "U zlatého ptáka Noha" na Novém Světě, kde bydlel

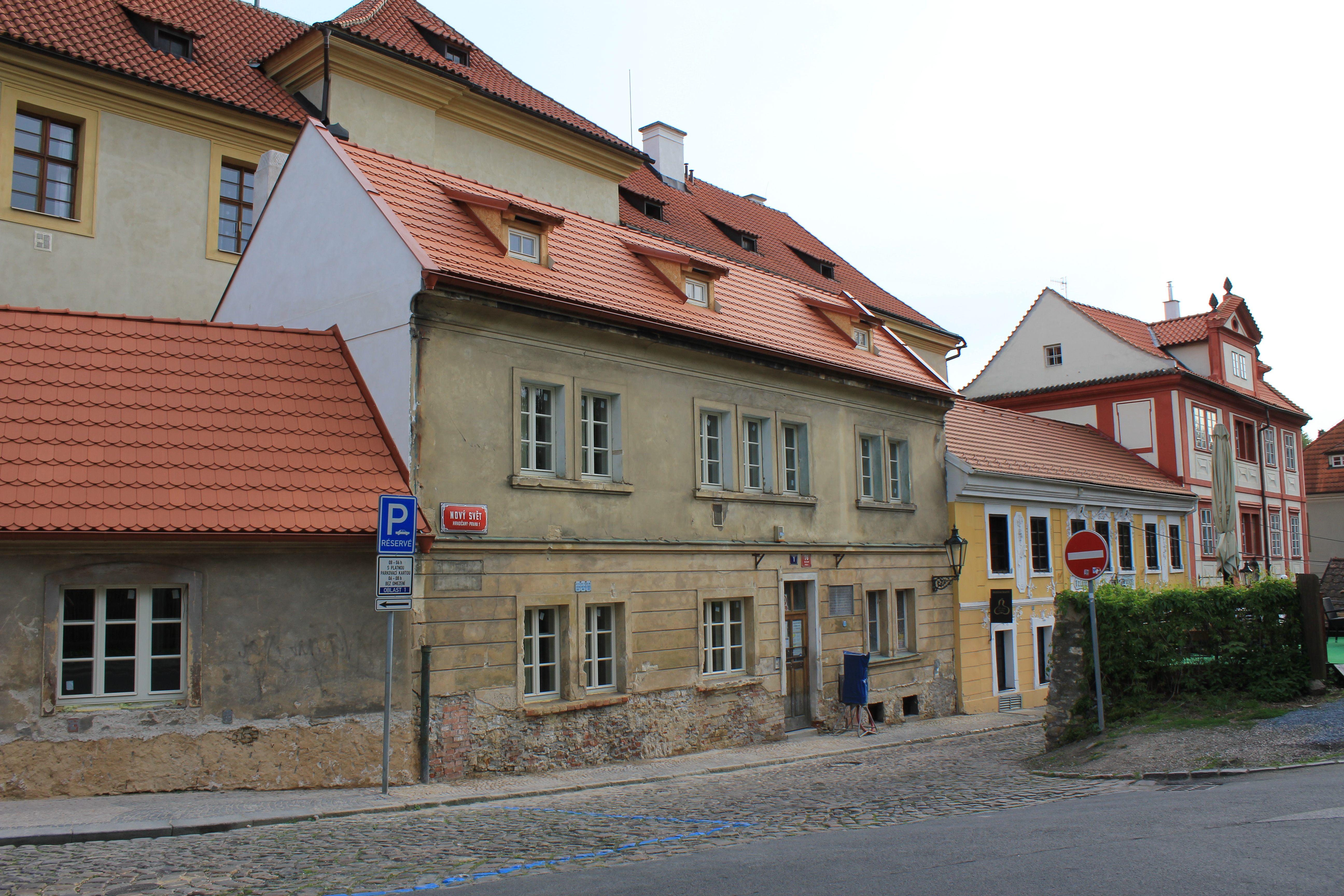
Dům na Novém Světě na pražských Hradčanech, ve kterém Tycho Brahe bydlel

- Jméno ve štítku na fasádě historické budovy Národního muzea v Praze spolu s mnoha dalšími, viz Dvaasedmdesát jmen české historie, ztvárněno v tehdy běžné chybné formě „Tycho de Brahe“.
- Soubor předmětů z hrobu ve sbírce Národního muzea v Praze: vzorek tkaniny z oděvu, kůstka, tříska z rakve, portrétní mědirytina[15]